# Francisco Monteiro
Francisco da Costa Monteiro ist ein osttimoresischer Erdölexperte.
Monteiro war über mehrere Jahre Regierungsberater in der Abteilung „Natürliche Ressourcen“ im osttimoresischen Präsidialamt, beziehungsweise im Ministerium für Erdöl und Mineralien.
2011 wurde Monteiro von der Regierung zum Präsidenten des Exekutivrates der Timor Gap E.P. ernannt. Das Amt hatte er bis 2020 inne, als er von seinem Vize António José Loiola de Sousa abgelöst wurde.
Am 1. Juli 2023 wurde Monteiro in der IX. Regierung Osttimors von Premierminister Xanana Gusmão zum Minister für Erdöl und Mineralien (MPM) vereidigt.

## Veröffentlichungen (Auswahl)
- Francisco da Costa Monteiro, Vicenti da Costa Pinto: Exploring Timor-Leste: Minerals Potential, Pacific Econ. Cooperation Council-PECC Minerals Network, Brisbane, Queensland, 17–18 Nov. 2003.